# Pilidiostigma papuanum
Pilidiostigma papuanum är en myrtenväxtart som först beskrevs av Carl Karl Adolf Georg Lauterbach, och fick sitt nu gällande namn av Andrew John Scott. Pilidiostigma papuanum ingår i släktet Pilidiostigma och familjen myrtenväxter. Inga underarter finns listade i Catalogue of Life.